# Emily deRiel
Emily deRiel, née le 12 novembre 1974 à Boston (Massachusetts), est une athlète américaine, spécialiste du pentathlon moderne. Elle est médaillée d'argent lors des Jeux olympiques d'été de 2000.

## Carrière
Emily deRiel débute le pentathlon moderne à l'université en 1996. Elle est diplômée de l'Université Yale la même année.
En 2000 se déroule la première édition de l'épreuve individuelle féminine aux Jeux olympiques, où elle remporte la médaille d'argent avec 5 310 points derrière la Britannique Stephanie Cook. Juste avant l'épreuve de tir, elle ne retrouve plus le reçu lui permettant de récupérer son arme (la législation australienne interdisant aux athlètes de les transporter sur eux). Malgré ça, elle remporte l'épreuve. Elle est, en 2019, la seule athlète américaine à avoir remporté une médaille en pentathlon moderne aux Jeux depuis son introduction. Elle est également la première athlète américaine tous genres confondus à remporter une médaille depuis les Jeux de 1960.